# Max Levi (Bildhauer)

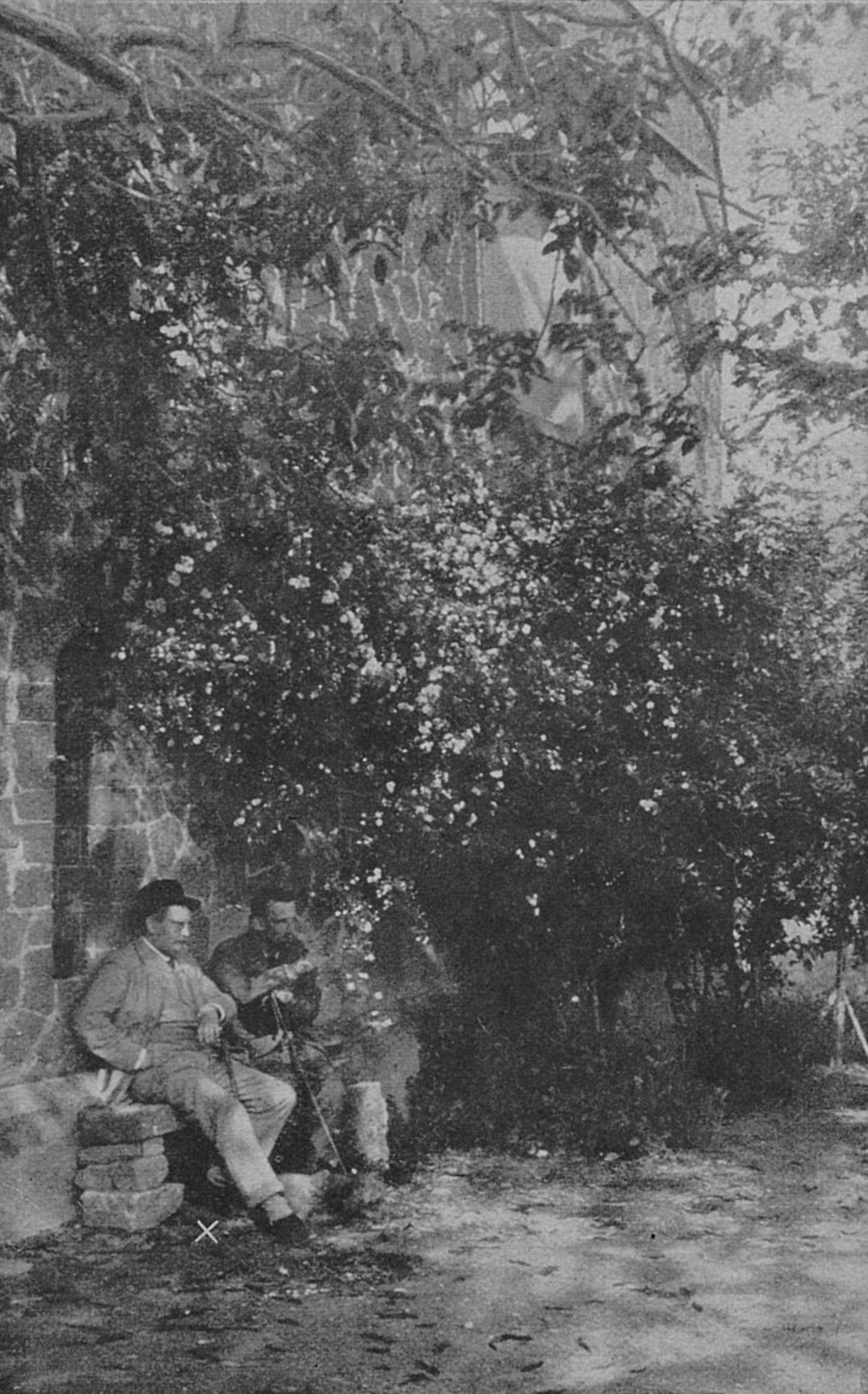
Otto Erich Hartleben (x) in der Villa Strohl-Fern in Rom, neben ihm der Bildhauer Max Levi, um 1904

Max Leopold Levi (* 27. September 1863 in Stuttgart; † 4. Juni 1912 in Charlottenburg bei Berlin) war ein deutscher Bildhauer.

## Leben

Träumerei, Marmor, H. 48 cm

Max Levi studierte seit 1884 an der Königlichen Akademie der Künste zu Berlin unter Fritz Schaper, setzte sein Studium in München fort und erhielt im März 1893 von drei Bewerbern das erste Stipendium für Bildhauerei der Michael-Beer Stiftung.
In Rom bezog er mit seinem Hund „Herr Kraus“ das dritte Atelierhaus auf der Viale degli studi, auf dem Gelände der Villa Strohl-Fern. Sein Aufenthalt als jüdischer Stipendiat in der Villa Strohl-Fern wurde im Mai 1894, nach Antrag, durch die Akademie verlängert und im Dezember 1894 wurde er von der Ateliermiete befreit, sodass er sich bis 1897 in Rom aufhalten konnte. In Rom lebte und arbeitete er in unmittelbarer Nachbarschaft von Curt Stoeving und dem Schweizer Andrea Robbi und in dieser Zeit entstand als seine erste große Arbeit der Kugelspieler. 1893 Teilnahme an der Internationalen Kunstausstellung im Glaspalast München.
In den folgenden Jahren war Levi in Berlin tätig, wo er insbesondere Büsten und Werke der Kleinplastik fertigte. „Als ein Bildhauer von bedeutendem Können und ernster persönlicher Auffassung gi[e]bt sich Max Levi [aus] Charlottenburg in zahlreichen Büsten (Agnes Sorma) und sonstigen kleinen Werken zu erkennen.“ (Paul Schumann) Seine Bronzearbeiten ließ Levi bei der Bildgießerei „Hermann Gladenbeck & Sohn“ fertigen.
Von 1900 bis 1904 wieder in Italien in einem Studio der Villa Strohl-Fern, so erinnerte sich sein Freund, der Archäologe und Kunsthändler Ludwig Pollak, gehörte zu der Kolonie deutschsprachiger Bildhauer, wie Gustav Eberlein, Ferdinand Seeboeck und Louis Tuaillon, die sich zu dieser Zeit in Rom aufhielten. Hier schuf Levi seine Ringergruppe sein zweites großes Werk. In diese Zeit fallen der Altar der Sehnsucht, Träumerei, eine Büste eines jungen Mädchens, und der Brunnen mit Pyramus und Thisbe aus Carrara-Marmor.
Von 1904 ab bis zu seinem Tode lebte und arbeitete Levi wieder Berlin. Hier gelang ihm sein dritter großer Wurf, ein David aus Bronze, welcher in die Sammlung von Rudolf Mosse überging. In seinen letzten Jahren wurde der Bildhauer Levi betreut von Max Liebermann. Um die 50 Jahre alt starb Max Levi, ledig, in Berlin-Charlottenburg. Im Februar 1913 versteigerte das „Berliner Kunstauktions-Haus Gebrüder Heilbron“ den künstlerischen Nachlass von Max Levi, darunter Arbeiten in Marmor, Bronze und aus gebranntem Ton sowie Gipsmodelle und Abgüsse.

## Werke (Auswahl)
- Büste Strindbergs, Bronze, H. 86 cm, 1893, für ein Berliner Theater[10]
- Else Lasker-Schüler Porträtstatuette, gebrannter Ton, H. 35,5 cm, 1896
- Rudolf Ritter Porträtstatuette, Bronze, H. 45 cm, 1897
- Kugelspieler, Bronze, H. 76 cm, um 1900[11]
- Das Alter der Sehnsucht, Skulptur eines Jünglings in Bronze, Deutsche Kunstausstellung, Köln 1907[12]
- Ringergruppe
- David, Bronze für Rudolf Mosse
- Statue Rudolf Rittner, Bronze
- Die Leserin, Marmor, H. 38 cm, Verlust seit 1934[13]
- Merkur, seine geflügelten Sandalen schnürend, nach Jean-Baptiste Pigalle (Louvre), Bronze, H. 38 cm und H. 44 cm[14]
- Medaille zur Diamantenen Hochzeit von Benjamin Liebermann (1812–1901) und seiner Frau Mathilde, 1899